# Регги
Ре́гги (рэгги, реггей; англ. reggae) — направление современной музыки, сформировавшееся на Ямайке в конце 1960-х годов и получившее широкое распространение с начала 1970-х годов.
Регги может быть одновременно и танцевальной, и релаксационной, и протестной музыкой, что следует из традиций африканской культуры, в которой ритм, танец и музыка сосуществуют с прочими явлениями и событиями.
Используемый состав — электрогитара, бас-гитара, ударные, электроорган, иногда — группа духовых инструментов. Главной особенностью регги является ведущая роль ритмических элементов, преимущественно бас-гитары, рисунок которой составляет основу композиции как ритмически, так и мелодически (партии остальных инструментов строятся вокруг партии баса). Также в регги отмечается: умеренный темп, размер — 4/4, акценты в аккомпанементе на 2-й и 4-й доле, брейки на высоких тонах или тимбалах.
Признанным королём регги является певец и автор песен Боб Марли.
Большую популярность получили песни регги, построенные на растафарианской идеологии и насыщенные символикой этого религиозно-философского течения, но не менее популярны среди исполнителей стиля также песни о любви, бытовых проблемах, политические, протестные песни.
В 2018 году внесён в список культурного наследия ЮНЕСКО.

## Название
Происхождение термина «реггей» объясняют по-разному. По одной из версий его связывают с английским словосочетанием «рэггид-ритм» (англ. ragged rhythm — рваный, истрёпанный ритм), по другой — с жаргонным названием уличной женщины в Кингстоне (столице Ямайки) — «стреггей» (streggae). Упоминается также «регга» — негритянское племя, говорящее на одном из языков банту. В музыкальном обиходе слово «реггей» впервые появилось в 1968 году в связи с группой «Maytals», диск которой так и назывался — «Do the Reggae».

## Происхождение
В первой половине XX века наиболее распространённым музыкальным жанром на Ямайке было менто (mento). Это были песни, исполнявшиеся бродячими музыкантами, представлявшие собой сплав из религиозных гимнов спиричуэлс, рабочих песен, стиля калипсо и всего разнообразия традиций Карибского бассейна. Менто была народной музыкой, аналогичной американскому сельскому блюзу.
После Второй мировой войны на остров проникло множество новой музыки, в основном из США. Связано это было в основном с тем, что в массовое употребление вошли радиоприёмники и, реже, проигрыватели. Ямайцам были особенно близки записи исполнителей в стиле ритм-н-блюз — Бо Дидли (Bo Didley), Фэтс Домино, Луис Джордан (Louis Jordan), Джеймс Браун, а затем и рок-н-ролл (rock-n-roll) — Чак Берри, Литтл Ричард (Little Richard) и др.
В 1950-х на Ямайке возник феномен, который назвали «Ямайской саунд-системой». Большинство населения острова, жившее в крайней бедности, не могло позволить себе иметь проигрыватель. Отдельные предприимчивые и изобретательные ямайцы покупали или собственноручно конструировали достаточно мощные звуковые системы, состоявшие из проигрывателя и усилительной аппаратуры. Они помещали получившийся комплект на тележку и возили её по городу и сельской местности, устраивая импровизированные дискотеки на площади, углу улицы и т. д.
В конце 1950-х некоторые предприниматели или известные владельцы «звуковых систем» стали открывать частные музыкальные студии, в которых записывались местныe артисты и выпускались их пластинки. С этого и начала развиваться собственно ямайская музыкальная индустрия, центром которой оказалась столица страны — Кингстон. На первых пластинках, выпущенных на Ямайке, были записи местных «звёзд» ритм-н-блюза: Деррика Моргана (Derrick Morgan), Оуэна Грэя (Owen Gray), Джеки Эдвардса (Jackie Edwards) и др.
Приспосабливая американский ритм-н-блюз к особенностям карибской ритмики, ямайские музыканты изобрели новый стиль. Новому стилю, получившему название ска (ska), было свойственно то же покачивание и акцентирование слабой доли, которое позже перешло и в рэгги. Мелодическую линию вела главным образом духовая секция. Наибольшую популярность приобрели коллективы: «Скаталайтс» (Skatalites), «Ска Кингс» (Ska Kings) и «Соул Вендорз» (Soul Vendors). Распространение также получили вокальные группы («Соулеттс»/Soulettes, «Блу Бастерз»/Blue Busters) и отдельные певцы, выступавшие при поддержке инструментальных коллективов (Джимми Клифф/Jimmy Cliff, Стрэйнджер Коул/Stranger Cole). В середине 1960-х несколько записей со «Скаталайтс» сделал и Боб Марли.
Во время проигрывания на дискотеках ска-песен владельцы «звуковых систем» нередко сопровождали их своими комментариями, произнося фразы поверх звучавшей музыки. Так возник жанр тостинга (toasting), немало повлиявший на становление хип-хопа.
Приспосабливая виниловые пластинки к потребностям дискотек, исполнители старались всячески видоизменить их оригинальное звучание. Они выводили на первый план одни инструменты и приглушали другие. Таким образом возникло новое направление ямайской музыки — даб (dub). Среди самых первых экспериментаторов в дабе были Кинг Табби (King Tubby) и Ли «Скрэтч» Перри (Lee «Scratch» Perry).
Во второй половине 1960-х соединение ска с госпел и музыкой соул (soul) дало новый стиль рок-стэди (rock steady), который является непосредственной предтечей рэгги. В нём проявились практически все основные черты рэгги, за исключением того, что он был быстрее рэгги по темпу.
Основной аудиторией стиля рок-стэди была бедная молодёжь городских кварталов Ямайки.
Во второй половине 1960-х верхние строчки ямайских хит-парадов занимали такие группы, как «Антачеблз» (Untouchables), «Мэйтолз» (Maytals), «Мэйтонз» (Maytones), «Сликерз» (Slickers) и «Хептонз» (Heptones). Среди исполнителей — Десмонд Деккер (Desmond Dekker), Делрой Уилсон (Delroy Wilson) и Элтон Эллис (Alton Ellis). С этого времени ямайская музыка начала проникать в США и Европу. Характерным примером служит песня «Битлз» Об-Ла-Ди Об-Ла-Да, 1968, которая представляет собой имитацию рок-стэди. В конце 1960-х темп рок-стэди стал более медленным и неспешным. Так постепенно оформился стиль, который получил название рэгги.
Обострение борьбы чёрного населения США за свои права, время «Чёрной революции» и расцвета движения «Чёрная власть» (Black Power) отразилось и на ямайской музыке. Песни протеста, написанные в конце 1960-х, содержали призывы вернуться к корням и сопротивляться системе, подавляющей чёрного человека. Песни регги вместо безобидной лирики всё больше наполнялись растафарианской символикой и библейскими образами и сюжетами.
Наиболее известными рэгги-группами рубежа 1960—1970-х были «Апсеттерз» (The Upsetters), «Бёрнин Спиир» (Burning Spear), «Уэйлерз» (The Wailers) и «Эбиссинианс» (The Abyssinians).
В начале 1970-х на первый план выдвигается группа Боба Марли «The Wailers», третий студийный альбом которой стал мировой сенсацией.
С середины 1970-х стиль рэгги стал общемировым культурным феноменом, а Боб Марли — символом этого явления. Элементы рэгги проникают в различные музыкальные стили, а его ритмика привлекает множество слушателей и музыкантов.

## Направления
С регги тесно связаны направления ска (ska) и toasting, предшествовавший хип-хопу. Тостинг — произнесение своих комментариев к песне поверх звучащей музыки во время импровизированных уличных дискотек, которые на Ямайке устраивали владельцы звуковых систем.
- Ранний регги (Early reggae). Время появления: 1968 год. Исполнители: The Maytals, The Pioneers, Desmond Dekker, Jimmy Cliff и другие. Его впоследствии стали иногда называть Skinhead reggae. Связано это с тем, что в Британии раннее регги было популярно в субкультуре традиционных скинхэдов. Исполнители: Laurel Aitken, Judge Dread, Symarip и другие.
- Рутс-регги (Roots reggae) — стиль, возникший на основе раннего регги и ритмики барабанов Наябинги, (обрядовые барабанные сессии, названные в честь мифологической принцессы Наябинги), основной ритм — «уан-дроп» (one drop), позже стали использоваться «халф-дроп» (half drop) и «рокерс» (rockers), но «уан-дроп» всё равно доминирует. Тематика текстов — религиозная, растафарианская. Время возникновения: конец 1960-х. Исполнители: Альфа Блонди, The Abyssinians, Burning Spear, Culture, Ли «Скрэтч» Перри, Боб Марли, Steel Pulse и другие.
- Даб (Dub) — инструментальное переложение музыки реггей, где на передний план выходит ритм-секция, а все остальные инструменты и, иногда, вокал вступают периодически. Для последних характерно использование различных звуковых спецэффектов (эха, реверберации, фазера, частотных фильтров), что придаёт музыке мистический, медитативный и психоделический характер. Основные герои даб-музыки не исполнители, а звукорежиссёры. Именно опыты с миксованием треков и привели к появлению нового стиля. Исполнители: Ли «Скрэтч» Перри, Scientist, Кинг Табби и другие. В дальнейшем стиль приобретает свои ответвления, иногда никак не связанные с регги, отходя от первоначальных экспериментов ямайских звукорежиссёров по приданию произведениям регги нового звучания, становясь отдельным направлением, сближающимся с электронной музыкой. Происхождение даба связано с упомянутыми выше уличными дискотеками, для целей которых обрабатывалась музыка[1].
- Дансхолл (Dancehall) — танцевальное направление, возникшее в начале 1980-х.
- Евро-регги (Euro Reggae) — стиль, возникший в результате эволюции из регги-фьюжн в начале 1990-х и непосредственно связанный с евродэнс-музыкой этого периода. Жанр наиболее известен благодаря всемирному хиту «All That She Wants» шведской евродэнс-группы Ace of Base. Многие исполнители (например, DJ BoBo, E-Rotic, Fun Factory, Mr. President, Rollergirl, Yaki-Da) использовали в своей музыке элементы евро-регги и регги-попа.

## Растафари
Рэгги на Ямайке в большинстве случаев связано с растафарианством, религиозным течением, распространившемся в XX веке на острове и представляющем своеобразное смешение христианства с иудаизмом, причём, что немаловажно, с определённым расовым уклоном. В характерной манере новых африкано-американских религиозных течений, во множестве появлявшихся в первой половине XX века, растафарианство настаивает на том, что Иисус Христос и все библейские герои были темнокожими, избранный народ иудейский — негроидная раса, а Земля Обетованная — это Эфиопия. Под Вавилоном, в котором вынуждены пребывать пленённые растафарианцы (и из которого ожидается Исход), подразумевается весь Западный мир, порабощённый капиталистической системой. Представителем Бога Джа (Jah — сокращение от Иеговы) на Земле считался эфиопский император Хайле Селассие I, до воцарения на троне в 1930 именовавшийся Рас Тэфэри Мэконнын (то есть князь Тэфэри Мэконнын) — отсюда и термин «растафарианство».

## Другие направления
- Менто (англ. mento) — ямайский народный музыкальный стиль, предшественник ска и регги. В менто обычно используются акустические инструменты: акустическая гитара, банджо, ручной барабан и маримбула — инструмент в форме коробки, на котором можно сидеть во время игры. Менто часто путают с калипсо, музыкальным стилем из Тринидада и Тобаго. У обоих стилей много общего, однако отличаются по форме. Менто сочетает традиционные африканские мотивы и влияние европейской музыки. В текстах менто юмористически поётся о жизни бедного человека. Менто был наиболее развит в 1950-х годах, в 1960-х перешёл в ска, хотя до сих пор играется на Ямайке, особенно в туристических районах.
- Калипсо — афрокарибский музыкальный стиль, образовавшийся на Тринидаде и Тобаго в XX веке, произошёл от западноафриканского кайсо, был популярен в 1950-х годах. Корни калипсо возникли в XIX веке у африканских рабов на сахарных плантациях. Исполнитель калипсо Роринг де Леон[англ.] («Рычащий лев») в своей книге «Калипсо из Франции в Тринидад, 800 лет истории» (англ. Calypso from France to Trinidad, 800 Years of History) говорит, что калипсо произошло от музыки средневековых французских трубадуров. Восходит в своих истоках к традиционным африканским жанрам «иронического» пения (тексты калипсо, как правило, носят сатирический, моралистический или даже социально-критический характер, комментируют актуальные, новостные, злободневные темы, часто посвящены тяжелой доле негров, жителей Тринидада). Исполнители калипсо расширили границы свободы слова, тексты их песен передавали все новости о жизни на острове, включая политические. Когда английская власть на острове усилилась, цензура стала тщательно отслеживать слова песен, но калипсо продолжало быть источником новостей. Для калипсо характерны вопросо-ответная форма пения (запевалы и хора), использование полиметрии и полиритмии, нарочито ускоренное произнесение текста. Первые записи калипсо сделанные «Lovey’s String Band» появились в 1912 году. Первые звёзды появились в конце 1930-х годов: это Аттила ДеХун, Роринг де Леон и Лорд Инвадер под руководством Лорда Китшенера записывались вплоть до 2000 года. Элементы калипсо также внедрились в джаз, что наблюдается в таком стиле как калипсо-джаз.
- Роксте́ди («rock steady», «rocksteady») — музыкальный стиль, существовавший на Ямайке и в Англии в 1960-е. Основа стиля — карибские ритмы на 4/4, с повышенным вниманием к клавишным и гитарам. Рокстеди появилась на Ямайке в конце первой волны ска. Рокстеди был более медленным и плавным, чем ска, рисунки бас-гитары стали более ярко выраженными и мелодичными (в отличие от преимущественно «шагающего» баса в ска), а гитара только чётные. Использовались барабаны новой формы, а роль духовых была уменьшена (вероятно, в связи с дороговизной инструментов). Есть легенда, что лето 1966 года выдалось слишком жарким, и посетители танцзалов не могли танцевать быстро, как этого требовало ска. Другим главным отличием рокстеди от ска стали тексты. Они были несколько морализаторскими, воспевали нравственные ценности (любовь, дружбу, труд) на понятном простым людям (например, люмпенизированным кингстонским руд-боям) языке. Эта нравоучительность была унаследована регги. Известными исполнителями рокстеди были Боб Марли, Деррик Морган, Филлис Диллон и другие. Одной из самых популярных песен была композиция «Rocksteady» Элтона Эллиса. В конце 1960-х исполнители рокстеди стали посещать с гастрольными турами Англию, где, особенно в портовых городах, была сильна ямайская диаспора. Вскоре рокстеди стали слушать и белые рабочие. С возникновением субкультуры скинхедов ритмы рокстеди проникли в скинхед-регги.
- Ска (англ. Ska) — музыкальный стиль, появившийся на Ямайке в конце 1950-х гг. Для стиля характерен раскачивающийся ритм 2/4, когда гитара играет на четные удары барабанов, а контрабас или бас-гитара подчеркивает нечетные. Мелодия исполняется духовыми инструментами, такими, как труба, тромбон и саксофон. Среди мелодий ска можно встретить джазовые мелодии. В 1964 году в рамках Всемирной выставки в Нью-Йорке в качестве музыкального символа Ямайки были представлены исполнители ска. Если первоначально ска было под большим влиянием американского ритм-энд-блюза и рок-н-ролла, то с середины 60-х ска стало вбирать элементы соул, что привело к трансформированию ска в рокстеди (1966—1968) — музыку с другим, более медленным ритмом
- Ра́гга, раггама́ффин (англ. raggamuffin — «оборванец») — ошибочное название цифрового дэнсхолла 80-х, стиля танцевальной музыки, первоначально ямайской, представляющий собой вариацию регги, и отличающийся речитативным вокалом, преимущественно звучащим под аккомпанемент электронных инструментов. Название приобрело популярность среди туристической среды в 70-80 гг. «Раггой» туристы называли все возможные направления ямайской музыки. Изначально «raggamuffin» — оборванец, житель гетто. Казус вызван, видимо, тем фактом, что для жителя Ямайки регги и есть «ragga» — то есть музыка бедных, музыка из Гетто
- Реггето́н (исп. reggaetón, англ. reggaeton) — музыкальный стиль и танец, возникший в Панаме и Пуэрто-Рико под влиянием регги, дэнсхолла и хип-хопа, и получивший широкое распространение в латиноамериканских странах Карибского бассейна, а также среди латиноамериканцев, проживающих в США. Реггетон возник в начале 1990-х годов, вобрав в себя влияние ямайской музыки регги, техно-музыки, рэпа, а также традиционных стилей пуэрто-риканской музыки — бомбы и плены. Сходен с североамериканским хип-хопом: ритмичная музыка в сочетании с рэп-речитативом; последний обычно читается на испанском языке. В середине 90-х стиль проникает в среду латиноамериканцев, живущих в США, при этом местная молодёжь воспринимает это направление музыки с большим энтузиазмом — отчасти благодаря современному звучанию, а отчасти благодаря его латиноамериканскому происхождению. Хотя реггетон испытал большое влияние хип-хопа, было бы неправильным считать его просто «испанизированной» версией этого стиля, поскольку реггетон имеет несколько иной ритм. Реггетон с лёгкостью сочетает в себе несколько различных стилей. От регги в нём есть немногое, несмотря на то, что причастные к нему утверждают, что его ритм является новой ступенью в эволюции ритма регги. Второй составляющей реггетона является собственно рэп или речовка (fraseo) которую в городе Колон (Панама) называют «el ton» (тон).

## Фильмы
- «Reggae» (1970) — документальный
- «Тернистый путь» (англ. The Harder They Come) (1972) — художественный
- «Рокеры» (англ. Rockers) (1978) — художественный
- «Вавилон» (англ. Babylon) (1980) — художественный
- «Кантримэн» (англ. Countryman) (1982) — художественный
- «Reggae — The Story of Jamaican Music» (2002) — документальный
- «Радуга» (2005) — документальный
- «Made in Jamaica» (2006) — документальный
- «Roots Time» (2006) — художественный
- «Марли» (2012) — документальный